# Ерна Гамбургер
Ерна Гамбургер (14 вересня 1911 — 15 травня 1988) — швейцарський інженер і професор. У 1957 році вона стала професором електрометрії в університеті Лозанни. Вона була першою жінкою в історії Швейцарії, яка отримала звання професора в університеті політехнічного профілю.

## Молодість і освіта
Гамбургер народилась 14 вересня 1911 року в Брюсселі (Бельгія) у родині Фредеріка та Ельзи Мюллер. Вона ходила до середньої школи в Кісінгені, Баварія. Спочатку вона почала навчання в школі для дівчаток, а потім стала єдиною дівчиною в інженерних класах. У 1933 році Ерна Гамбургер отримала диплом інженера-електрика у Федеральній політехнічній школі Лозанни. Гамбургер також здобула ступінь доктора технічних наук у тій же школі в 1936 році.

## Кар'єра
У 1942 році Гамбургер працювала інженером-електриком у Paillard SA у Сент-Круа, Швейцарія. Перш ніж стати професором Лозаннського університету, Гамбургер очолювала роботу в електротехнічній лабораторії у Федеральній політехнічній школі Лозанни.
У 1957 році Гамбургер була призначена першою жінкою в історії Швейцарії, яка отримала звання професора Федеральної політехнічної школи Лозанни. Коли це сталося, президент школи, Моріс Косанді, оголосив: «Це одночасно і блискуча освячення, і міра відсталості, яка характеризує нашу країну щодо просування жінок».
Інші посади, які обіймала Гамбургер, включають президента Швейцарської асоціації жінок у ліберальних і комерційних кар'єрах, президента Асоціації жінок університетів Во та віце-президента Міжнародної федерації жінок університетів.
Однією з головних її інновацій було створення апарату для прийому радіохвиль. Це дослідження включало такі теми, як система оптичної реєстрації з тональних частот і ультракоротких хвиль.
Гамбургер проходила службу у швейцарській армії з 1939 року, а в 1950 році її було підвищено у посаді до начальника телекомунікаційних військ.

## Вшанування пам'яті
На вшанування пам'яті про Ерну Гамбургер у 2006 році Фундацією жінок у науці та гуманітарній сфері при Федеральній політехнічній школі Лозанни заснована щорічна наукова нагорода найвпливовішій жінці року у науці — Премія Ерни Гамбургер (англ. Erna Hamburger Award).